# Kanauj
Kanauj (कन्नौज, urdú: کنوج), de vegades també Kannauj, és una ciutat i municipalitat (Nagar Palika Parishad) capital del districte de Kanauj a Uttar Pradesh, Índia, a uns 7 km de la riba del Ganges que antigament passava sota els seus murs. El nom derivaria de Kanyakubja (matriu virginal). Kanauj és una ciutat molt antiga i antiga capital d'un regne. Consta al cens del 2001 amb 71.530 habitants (el 1871 eren 17.093, el 1881 va baixar a 16.646 i el 1901 va pujar a 18.552). Està situada a 27° 04′ N, 79° 55′ E / 27.07°N,79.92°E

## Història

el triangle Gurjara-Pratihares, Pales, Rashtrakutes.

Kannauj o Kanauj apareix antigament com Kanyakubja o Mahodya al Mahabharata i als Puranes). S'han trobat nombrosos objectes de l'edat del bronze i estàtues de pedra. Els aris es van establir a aquesta regió aliats als kurus. Amavasu va fundar un regne la capital del qual fou després Kanyakubja (Kanauj). Jahnu fou un rei poderós de Kanauj i va donar nom al riu Jahnaui (després riu Ganges). La regió va arribar a posició hegemònica al temps de Mahabharata. Kampilya (Kampil) fou la capital del sud de Panchala nom després utilitzat per tota la regió.
Vers el segle iv aC segurament en el regnat de Mahapadma, el territori fou annexionat a l'imperi Nanda de Magadha. Asoka va construir un monòlit o pilar a Sankisa, que és esmentat pel viatger xinès Fa-Hien (vers 400). S'han trobat gran nombre de monedes a Mathura, Kanauj i altres ciutats de la regió de Panchala suposadament associades als reis Mitra entre 100 aC. i 200 dC.
Al segle ii Kanauj wera una ciutat famosa i important, com acredita el fet que fos esmentada amb el nom de Kangora o Kanogiza per Claudi Ptolemeu (vers 140). Tot el districte gaudia de la prosperitat aportada pels guptes. Fa-Hien, viatger xinès, va visitar Kanauj entre 399 i 414 en el regnat de Chandragupta II i només va trobar dos monestirs budistes i la ciutat no era gaire gran. Sankisa fou un dels grans centres budistes en aquest temps. Es va produir una invasió dels huns (huna) amb gran èxit i abans o després va venir el govern dels Maukharis de Kannauj, dinastia iniciada per Harivarman.
També Harsha (Harshavardhana 606-647) dels rajputs bais va avançar cap a Kanauj de la qual va fer la seva capital. El peregrí xinès Hiuen Tsang va visitar Kanauj en un temps entre 636 i 643 i informa que hi havia uns 100 monestir budistes amb uns deu mil monjos. Harsha va tenir aquí una assemblea religiosa. Hiuen Tsang esmenta Kah-Pi-Ta (Kapitha, identificada amb Sankisa) com la segona ciutat del districte. Harshavardhana fou derrotat pel chalukya Pulakesin II i el seu imperi no va tardar a enfonsar-se després de la seva mort.
Al final del segle VIII Kanauj fou el punt on convergien tres dinasties: el Gujara-Pratihara i els reis bargujar de Kanauj; els rashtrakuta del Dècan, i els Pales de Bengala. El rei pala Dharmapala va instal·lar in rei titella a Kanauj al final del segle viii. Al segle ix fou conquerida vers 836 pel rei gujara-pratihara Nagabhata II i va ser la capital de la dinastia (anomenada Raghuvansi) durant un dos-cents anys; el 916 Kanauj o Mahodaya (com també era esmentada) fou conquerida temporalment pel rashtrakuta Indra III però els raghuvansi foren restaurats mercès a la intervencó al seu favor del rei chandela de Mahoba. Al final del segle els dominis raghuvansi gujara-pratihara s'havien reduït a un petit regne a l'entorn de Kanauj.
L'inici del segle xi va estar marcat per la invasió de l'Índia pels musulmans. Rajyapala era raja de Kannauj quan Mahmud de Ghazni va fer els seus atacs a l'Índia. Després de saquejar Mathura, Mahmud va avançar cap a Kanauj (1018); el 1019 els set forts de Kanauj foren capturats per Mahmud. Sembla que després va caure en mans dels chandeles.
Una inscripció dels chalukya datada el 1050 associa Kanauj amb els rashtrakutes. Vers 1089-1090 Chandradeva, el primer rei rajput rathor dels Gahadavala de Kannauj (d'una nissaga que havia estat vassalla dels gujara-pratihares), va governar i va protegir els llocs sagrats de Kushika (Kannauj). El govern dels Gahadavala està demostrat pel descobriment a Kudarkot d'una taula de coure datada en el regnat de Chandradeva el qual hauria eliminat a un raja local anomenat Gopala. Chandradeva va governar sobre una regió almenys similar al modern Uttar Pradesh i fou succeït per Madanpala que va governar poc temps i el va seguir el seu fill Govindachandra; dos copes regalades per Govindachandra datades el 1104 i 1117 van ser trobades al poble de Bisahi, i una altra datada el 1109 a Rahan; Govindachandra sembla que ja tenia molt de poder abans de ser rei, com a "juvaraja" o príncep hereu; va derrotar a bandes de musulmans invasors en algun moment abans del 1109 (segons diu la taula datada en aquesta any). A Govindachandra el va succeir el seu fill Vijayachandra vers 1155 que també va fer front a les incursions musulmanes; en el seu regnat va començar la decadència; els musulmans van conquerir Delhi; uns anys més tard els musulmans havien arribat als límits dels seus dominis que no tenien cap estat tampó.
Vijayachandra fou succeït pel seu fill Jai Chandra (1170) el darrer gran rei de la dinastia. En el seu regnat els chauhans des d'Ajmer es van dirigir a Delhi que van ocupar i van exercir l'hegemonia al nord sota l'energic govern de Prithwi Raj III. Al sud hi havia els chandeles que en aquest temps estaven a la cim del seu poder. Fou en aquest temps que es va celebrar la Swayamvara (cerimònia en què una dona índia en edat de casar-se elegia al seu company entre una llista de pretendents) de Sanyogita, filla de Jai Chandra, a la que finalment es va emportar per la força Prithwi Raj. És possible que aquesta fos la causa de la suposada enemistat entre els dos reis encara que no hi ha cap prova en aquest sentit, i la seva poca sintonia es dedueix de la manca de cooperació un amb l'altra.
Durant el regnat dels chauhans a Delhi (1170-1194) Kanauj va romandre ne poder dels Gahadavala. Muizz al-Din Muhammad de Ghor va envair l'Índia i va matar a Jai Chandra el 1193.
Harichandra, fill de Jai Chandra, va conservar Kanauj encara després de 1193. El 1223-1224 Iltutmish va ordenar a la guarnició de Kanauj unir-se en una expedició contra Kalinjar. El 1244 el districte de Kannauj fou concedit per Ala al-Din Masud Shah (1242-1246) al seu oncle Djalal al-Din, pel seu menteniment. Les forces reials van arribar a Kanauj i van assetjar el fort de Balsandah; les forces reials van retornar amb un gran botí.
Balban, sultá del 1266 al 1287, va anar a la regió i la va dividir en petits comandaments militars en cadascun dels quals va erigir almenys una fortalesa amb guarnició on va estacionar tropes afganeses; ell mateix va romandre a la proximitat durant mesos. Djalal al-Din Firuz Shah Khalji (1290-1296) va visitar (1290) el fort de Bhojapur i se suposa que va construir el pont que creuava el Ganges prop d'aquest fort.
El 1346-1347 Muhammad Shah II Tughluk (1325-1351) va fer una expedició a la zona i va arribar a Sargdaori. Després desapareixen les notícies fins al 1392 quan la regió de Kanauj estava revoltada contra l'autoritat imperial; els rebels eren els rajputs chauhans, solankis i altres; després d'una nova revolta a la zona el 1394 el sultà va concedir el govern de la regió entre Kanauj i Bihar a Khwaja Jahan amb el títol de Malik al-Shark, amb plens poders; el governadors va ser l'ancestre de la dinastia shàrkida. Degut a la invasió de Tamerlà el 1399 el seu fill adoptiu Mubarak Shah va esdevenir sultà independent de Jaunpur; Kanauj fou refugi per un temps de Nasir al-Din Mahmud Shah III Tughluk (1395-1399 a Delhi, després a Kanauj).
A la mort de Sikandar Lodi (1489-1517), va esdevenir sultà el seu fill Ibrahim Lodi (1517-1526). Es va presentar a Kanauj on fou rebut per Azam Humayun Sarvani, que era el governador. El resultat fou que diversos caps afganesos es van posar al servei del sultà i Kanauj va esdevenir un feu de Delhi encara que va caure altre cop en mans afganeses. El 1527 Baber va reunir les seves forces contra el cap rebel de Chanderi. Baber després de capturar Chanderi va perdre Kanauj i Shamsabad davant els afganesos. Kanauj va esdevenir una ciutat dels rebels formats per una aliança entre rajputs i musulmans. Humayun va seguir la tasca del seu pare deixant a l'afganès Sher Shah Suri via lliure a orient. El juliol de 1537 va concedir el govern de Kanauj al seu cunyat Nur al-Din Muhammad. Sher Shah Suri no va tardar a tallar les comunicacions de Humayun amb Delhi; la deserció del seu germà Mirza Hindal i de Nur al-Din, el governador de Kanauj, va bloquejar completament a Humayun per tots costats i fou derrota el 17 de maig de 1740. Humayun va fugir pel riu cap a Mainpuri i més tard, el 1543, va acabar deixant Índia per anar a Kandahar.
Es creu que després de la conquesta de Kanauj, Sher Shah Suri va destruir la vella ciutat i va construir un fort. El 1555 Humayun va aconseguir enderrocar als afganesos descendents de Sher Shah i Humayun estava en el control de la situació el 1556, però va morir el 20 de gener d'aquest any i el va succeir el seu fill Akbar el Gran. Sota aquest Kanauj fou capçalera d'un sarkar amb 30 mahals. Kampil, Saurikh, Sakrawa, Sakatpur van conservar els seus noms antics. El 1592 Kanauj fou concedida a Muzaffar Hussain Mirza, però quan aquest va demostrar ser un borratxo, en fou desposseït. El 1610 Jahangir (1605-1627) va concedir el govern a Abd al-Rahim, el fill del gran Bayram Khan.
Al segle xviii va passar a mans dels nawabs de Farrukhabad que la van disputar amb els nawabs d'Oudh que també la van posseir temporalment, igual que els marathes. La ciutat va quedar arrasada.
Les ruïnes de l'antiga citat ocupen una gran extensió (5 pobles), un semicercle de 6,5 km de diàmetre. No queda cap estructura hindú però si la gran mesquita construïda per Ibrahim Shah Sharki de Jaunpur el 1406.
Sota domini britànic fou part del districte de Farrukhabad a les Províncies Unides (abans Província d'Agra) i fou capital d'un tahsil de 469 km² amb una ponlació de 114.215 habitants el 1901 repartida en 206 pobles i una ciutat (Kanauj amb 18.552 habitants el 1901); el tahsil estava creuat pel Kali Nadi Oriental que desaiguava al Ganges.